# Julio Nava
Julio César Nava García (ur. 19 grudnia 1989 w Martínez de la Torre) – meksykański piłkarz występujący na pozycji lewego obrońcy, obecnie zawodnik Chiapas.

## Kariera klubowa
Nava pochodzi z miasta Martínez de la Torre, jednak wychowywał się w Poza Rica, gdzie jako szesnastolatek został wypatrzony przez wysłanników zespołu Chivas de Guadalajara i zaraz potem dołączył do akademii juniorskiej tego klubu. Do pierwszej drużyny został włączony już w wieku siedemnastu lat przez szkoleniowca José Manuela de la Torre i w meksykańskiej Primera División zadebiutował 5 sierpnia 2007 w zremisowanym 1:1 spotkaniu z Pumas UNAM. Przez następne kilka lat pozostawał jednak głębokim rezerwowym zespołu, sporadycznie pojawiając się na ligowych boiskach i występując głównie w drugoligowych rezerwach ekipy – CD Tapatío. W lipcu 2010 udał się na wypożyczenie do niżej notowanego zespołu Querétaro FC, gdzie spędził rok, będąc z kolei kluczowym zawodnikiem linii pomocy i mimo iż nie osiągnął z tą drużyną większych sukcesów, to 31 lipca 2010 w wygranej 2:1 konfrontacji z Atlasem strzelił swojego premierowego gola w najwyższej klasie rozgrywkowej. Jego udane występy nie pomogły mu w wywalczeniu sobie miejsce w Chivas – po powrocie do tego klubu wciąż pełnił wyłącznie rolę rezerwowego.
Wiosną 2013 Nava powrócił do Querétaro FC, tym razem na zasadzie transferu definitywnego, gdzie szybko został podstawowym rozgrywającym drużyny, lecz po kilku miesiącach został relegowany do funkcji rezerwowego, wobec czego udał się na wypożyczenie do drużyny Chiapas FC z miasta Tuxtla Gutiérrez. Tam początkowo również pełnił rolę rezerwowego, lecz później zaczął notować regularne występy na ligowych boiskach. W styczniu 2015 został zawieszony na osiem miesięcy przez komisję dyscyplinarną Meksykańskiego Związku Piłki Nożnej – podczas kontroli antydopingowej w jego organizmie wykryto zabronioną substancję (betametazon). W międzyczasie władze Chiapas zdecydowały się wykupić go na stałe, lecz po powrocie do gry nie potrafił wygrać rywalizacji o miejsce w składzie i w styczniu 2016 został wypożyczony do zespołu Club Atlas z siedzibą w Guadalajarze. Tam spędził nieudane pół roku, notując zaledwie dwa ligowe występy (w międzyczasie został przekwalifikowany z ofensywnego pomocnika na lewego obrońcę).
| Sezon     | Klub                  | Kraj   | Rozgrywki  | Mecze | Bramki |
| --------- | --------------------- | ------ | ---------- | ----- | ------ |
| 2007/2008 | Chivas de Guadalajara | Meksyk | Liga MX    | 6     | 0      |
| 2008/2009 | CD Tapatío            | Meksyk | Ascenso MX | 18    | 0      |
| 2009/2010 | Chivas de Guadalajara | Meksyk | Liga MX    | 8     | 0      |
| 2010/2011 | Querétaro FC          | Meksyk | Liga MX    | 33    | 3      |
| 2011/2012 | Chivas de Guadalajara | Meksyk | Liga MX    | 16    | 0      |
| 2012/2013 | Chivas de Guadalajara | Meksyk | Liga MX    | 2     | 0      |
| 2012/2013 | Querétaro FC          | Meksyk | Liga MX    | 17    | 0      |
| 2013/2014 | Querétaro FC          | Meksyk | Liga MX    | 9     | 0      |
| 2013/2014 | Chiapas FC            | Meksyk | Liga MX    | 10    | 0      |
| 2014/2015 | Chiapas FC            | Meksyk | Liga MX    | 19    | 2      |
| 2015/2016 | Chiapas FC            | Meksyk | Liga MX    | 5     | 0      |
| 2015/2016 | Club Atlas            | Meksyk | Liga MX    | 2     | 0      |
| 2016/2017 | Chiapas FC            | Meksyk | Liga MX    |       |        |

## Kariera reprezentacyjna
W 2009 roku Nava został powołany przez szkoleniowca Juana Carlosa Cháveza do reprezentacji Meksyku U-20 na Mistrzostwa Ameryki Północnej U-20. Tam pozostawał rezerwowym zawodnikiem swojej drużyny i wystąpił w jednym z trzech możliwych spotkań, nie wpisując się na listę strzelców. Jego kadra narodowa zanotowała natomiast bilans remisu i dwóch porażek, zajmując ostatnie, czwarte miejsce w grupie i nie zdołała zakwalifikować się na Mistrzostwa Świata U-20 w Egipcie.